# Générations Lyon
 (août 2019).
Si vous disposez d'ouvrages ou d'articles de référence ou si vous connaissez des sites web de qualité traitant du thème abordé ici, merci de compléter l'article en donnant les références utiles à sa vérifiabilité et en les liant à la section « Notes et références ».
Pour la radio parisienne "Générations", voir Générations (radio).
Générations Lyon (Générations 101.5) est une station de radio lyonnaise consacrée à la musique urbaine, émettant sur la bande FM à la fréquence de 101,5 MHz et diffusant ses programmes sur Lyon et sa région.
Il s'agit de la déclinaison lyonnaise de la radio parisienne Générations, et ce depuis juillet 2016, ayant alors remplacé Sun 101.5, laquelle a vécu une période mouvementée dans les années 2000 avant sa reprise par Espace Group.

## Historique
Radio Sun FM fait ses débuts le 1er juillet 1993 à Lyon comme une station associative et musicale de type Afro-caribéenne. Beaucoup de projets avaient été mis en œuvre, mais hélas non suivis des faits. Cela était dû au trop grand laxisme de ses responsables[source secondaire nécessaire].
Quelques actions ponctuelles ont été réussies[réf. nécessaire]. L'information internationale bénéficiait des décrochages RFI (13 h 00 et 19 h 00), l'info locale via une revue de presse et la réception d'invités dans les studios ou au téléphone[pertinence contestée].
La grille de programme était à l'image de la population Afrique-Caraïbe de la région lyonnaise[réf. souhaitée]. Des tranches horaires étaient destinées à la Rumba africaine, au zouk (Antilles), au kompas (Haïti), à la musique réunionnaise, Rn'b, etc. Programmation éclectique dans l'ensemble. L'identité Fréquence Noire intense (Premier slogan de la Radio) s'exprimait dans toutes les langues à l'antenne. La participation de Radio Sun FM dans la vie locale était vecteur d'intégration et du vivre ensemble, d'où la dénomination Sun FM, le soleil du Grand Lyon vers 1995.
À la suite de problèmes de gestion entre 1994 et 1996, l'ensemble des membres décidèrent en 1998 de passer de la catégorie A à la catégorie B[réf. nécessaire], c'est-à-dire d'un statut non lucratif à un statut commercial en catégorie B. Après une première expérience ratée avec un partenaire indélicat, en 2001, elle est rapprochée par le groupe Start. Son format change et la fréquence tropicale lyonnaise devient Hip-Hop-Rnb[réf. nécessaire]. Son acquisition par le groupe Start n'a pu se faire, Radio Sun FM étant propriété d'une association, le CSA, autorité de tutelle, a aussitôt mis son véto.
S'ensuit une longue période de crise, d'abord interne à l'association Radio Sun FM, où lors de l'assemblée générale extraordinaire du 13 novembre 2006, les membres fondateurs qui avaient tous déserté sont réélus[source secondaire souhaitée], puis de procédure avec le groupe commercial dont elle était adossée, qui revendiquait sa gestion[réf. nécessaire]. Il semble que depuis[Quoi ?], Radio Sun a repris son indépendance économique et rédactionnelle sous contrôle du groupe Espace Group, son association est au nombre de 24 membres. Un certain nombre de membres élus au Conseil d'Administration ont été exclus pour satisfaire les volontés du partenaire présent avec la bénédiction du CSA[source secondaire souhaitée].
Le 2 avril 2012, la radio change une deuxième fois de nom et « Radio Sun » devient « Sun 101.5 », seul le site internet garde le nom de Radio Sun[pourquoi ?].
En décembre 2013, Espace Group souhaite rapprocher Sun de la radio hip-hop parisienne Générations[réf. souhaitée], elle aussi détenue par le groupe. Mais le CSA refuse cette syndication des programmes.
En juillet 2016, après une mobilisation des auditeurs de Générations, qui serait menacée de disparaître à cause d'une situation financière fragile, le CSA accorde finalement le groupe Espace à renommer Sun 101.5 en Générations Lyon. Des décrochages locaux sont réalisés depuis les locaux d'Espace Group à Confluence, ce qui permet à la station de s'ouvrir au rap lyonnais[réf. souhaitée]. Le programme parisien est entendu en dehors des plages lyonnaises. La radio est identifiée à l'antenne Générations 101.5 et sponsorise l'AS Lyon-La Duchère[source secondaire souhaitée].

## Identité de la station (logos)

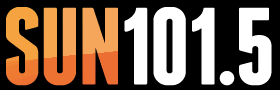
Logo de Sun 101.5 jusqu'en juillet 2016.
Logo de Générations Lyon depuis juillet 2016.

## Diffusion
Il existe une fréquence FM pour une diffusion sur Lyon et sa région.

## Référence
1. ↑  Olivier Oddou, « Sun 101.5 à Lyon devient Generations », sur lalettre.pro (consulté le 5 février 2017).